# 攜槍流浪漢
《攜槍流浪漢》（英語：Hobo with a Shotgun）是一部2011年加拿大和美國合拍的黑色喜劇動作剝削電影，由傑森·艾斯納執導及剪輯，約翰·戴維斯（John Davies）負責撰寫劇本，魯格·豪爾領銜主演；這同時也是艾斯納執導的首部長片。其故事靈感來自艾斯納為多段式電影《刑房》所拍攝的同名偽預告片；劇情描述當一名流浪漢（豪爾飾演）抵達一個腐敗的小鎮後，決定持槍對惡徒們執行私刑正義。
艾斯納於2007年在得知導演勞勃·羅里葛茲和昆汀·塔倫提諾為了推廣《刑房》而舉辦了一場偽預告片比賽後，他便開始以僅150美元的預算拍攝了長59秒的偽預告片《攜槍流浪漢》。該偽預告片在YouTube引起了轟動並贏得了其比賽，而使其隨著《刑房》共同在影院放映；之後，艾斯納便開始計劃將其改編成長片。在獲得300萬美元的資金後，主要拍攝於2010年4月19日在新斯科細亞省哈利法克斯開始進行。長片版的主角改由魯格·豪爾飾演，而偽預告片中的原主角大衛·布朗（David Brunt）則在當中客串演出。
《攜槍流浪漢》2011年1月21日在第27屆日舞影展上舉行全球首映，2011年3月25日在加拿大上映。《攜槍流浪漢》上映後在影評界及觀眾間整體獲得了褒貶不一的反響，有些人稱讚片中的剝削元素、古怪且詼諧的對白，以及豪爾的演出，但片中過度的暴力和粗俗感則遭到了批評。後來，《攜槍流浪漢》獲得了邪典電影的地位。

## 劇情
當一名流浪漢搭乘棚車抵達一個名為希望鎮（Hope Town）的小鎮時，發現歡迎的標誌被改寫成「人渣鎮」（Scum Town）。該城鎮由具有危害人類罪的犯罪老大德瑞克及他兩名虐待狂兒子伊邦與史力克所統治。在街道上，流浪漢看到了一名業餘電影製片人正拍攝著一部「Bumfights」電影。不久後，德瑞克的弟弟羅根在大街上尖叫著並尋求協助；德瑞克和他的兒子們現身表示，羅根是個「叛徒」並用鐵絲網套索及水溝蓋來將他公開斬首。
流浪漢希望能買下典當行中的一台割草機而開始在街上行乞。在晚間，他看見了一群龐克小子拖走一名無家可歸者後，流浪漢便偷偷溜進了德雷克的夜店。在當中，兄弟檔和他們的追隨者以街機遊戲的方式中折磨和殺害著許多無家可歸者。在兄弟檔開始騷擾一個名為奧提斯的男孩後，妓女艾比要求史力克放過他。但當史力克準備殺害她時，流浪漢及時阻止並打昏史力克。流浪漢將史力克帶到警局，但卻因腐敗的局長而反遭兄弟檔壓制，並被對方將「人渣」兩字刻在胸前，最後被扔進垃圾桶。傷痕累累的流浪漢遇到了艾比，並被她帶回家療傷。
隔天，流浪漢到電影製片人那完成了一系列危險且備受侮辱的行為（包括啃玻璃），以換取足夠的錢來買割草機。在典當行中，三名劫匪闖入並抓住一名婦女和她的嬰兒作為人質。這時，流浪漢拿起一旁架上的霰彈槍來殺死劫匪們。在意識到希望鎮需要正義後，他用相同的價格改買了這把霰彈槍，接著在街上殺死了數十名罪犯，其中包括該電影製片人、皮條客、古柯鹼毒梟和具有戀童癖的變態聖誕老人。
流浪漢的私刑正義在大眾間傳開，並激勵了市民們起身對抗不公不義，但這也激怒了德瑞克，他要求兒子們想辦法解決這件事。史力克及伊邦燒毀了一輛裝滿孩子的校車（孩子們喜歡著流浪漢），並衝進電視台殺死主播（主播曾讚賞過流浪漢）而向大眾們宣示——要求殺死所有街上的無家可歸者，而德瑞克也命令大眾將流浪漢帶到他身邊以換取獎賞。這使大規模獵殺城市的無家可歸者的行動就此展開。
當艾比要回家時，一名腐敗警察試圖強姦她，但流浪漢即時現身殺死了該警察。之後，艾比利用一個裝著該警察遺骸的購物車來幫流浪漢躲過獵殺者們。當兩人回到艾比住處時，奧提斯發現了他們並通報史力克與伊邦。流浪漢表示，他希望與艾比一起離開這裡，以開始經營著園藝事業，而艾比也表示贊同。突然，史力克與伊邦闖進來並分別攻擊兩人。流浪漢壓制了兄弟檔，並迫使伊邦先開車離開後，往史力克的腹股溝處開槍，之後將受傷的艾比帶到醫院。而當奄奄一息的史力克致電給他的父親後，一輛燒焦的校車突然現身並將史力克帶往地獄。德瑞克哀悼愛子的死後便出動了「瘟疫」（The Plague）——是由撕破者及磨骨者所組成的武裝惡魔。當艾比在病床上休養期間，流浪漢到一間產科房前為嬰兒們發表了一段獨白；與此同時，瘟疫在醫院吊死了數名醫護人員。當他回到艾比的房間時，瘟疫現身將流浪漢帶到德瑞克那，後者計劃公開處決他。
為了救出流浪漢，艾比到典當行武裝自己。她將斧頭釘在流浪漢的霰彈槍上，並將割草機改裝成盾牌，後向打算攻擊自己的人群表示，無家可歸者不該受到壓迫並要求大眾救出流浪漢。當艾比將伊邦作為人質時，德瑞克卻因對他失望而開槍殺了伊邦，而艾比則殺死了磨骨者。雖然德瑞克用割草機盾牌粉碎了艾比的左手腕，但卻反被對方用暴露的手骨反覆刺傷而倒地。在艾比救起流浪漢後，撕破者試圖說服艾比成為他的搭檔，但被流浪漢趕走。
在流浪漢準備朝德瑞克開槍時，大批武裝市民和腐敗局長的人馬展開對峙。因不希望讓無辜的人為自己而死，且德瑞克必須死去以使城鎮獲得重生，流浪漢最終用槍射爆了德瑞克的頭並遭警察槍殺。艾比尖叫著，而市民們則殺死了所有的警察，德瑞克的統治就此結束。
而在另一版被刪去的結局中，艾比後來被撕破者植入義肢並成為瘟疫的新成員。

## 演員
- 魯格·豪爾飾演流浪漢[14][15]，來自外地的無家可歸者，在目睹小鎮的高犯罪率及腐敗且無能的警察後，決定成為一名手持霰彈槍的街頭私刑人。
- 茉莉·鄧斯沃（英语：Molly Dunsworth）飾演艾比（Abby）[15]：小鎮當地的妓女，流浪漢的朋友及協助者。
- 布萊恩·道尼（英语：Brian Downey (actor)）飾演德瑞克（The Drake）[15]：無情、病態的小鎮統治者，史力克和伊邦的父親。
- 葛格瑞·史密斯飾演史力克（Slick）[15]：德瑞克最喜歡的兒子及伊邦的兄弟，性格冷酷、無情的虐待狂。
- 尼克·貝特曼（英语：Nick Bateman (model)）飾演伊邦（Ivan）[15]：德瑞克的兒子及史力克的兄弟，和史力克一樣無情。
- 羅布·威爾斯（英语：Robb Wells）飾演羅根（Logan）[15]：德瑞克的弟弟，被視為叛徒。

此外，尼克·貝特曼也和彼得·西馬斯（Peter Simas）在片中分別飾演撕破者（Rip）及磨骨者（Grinder），是兩名全副武裝、共同被稱為「瘟疫」（The Plague）的神秘惡魔，似乎曾殺過如亞伯拉罕·林肯和耶穌等歷史和聖經人物。大衛·布朗（David Brunt）在片中客串了一名腐敗的警察，演員曾在最初的偽預告片中主演流浪漢。而著名脫口秀主持人喬治·斯特魯布洛普洛斯則客串了新聞主播。

## 製作

### 發展

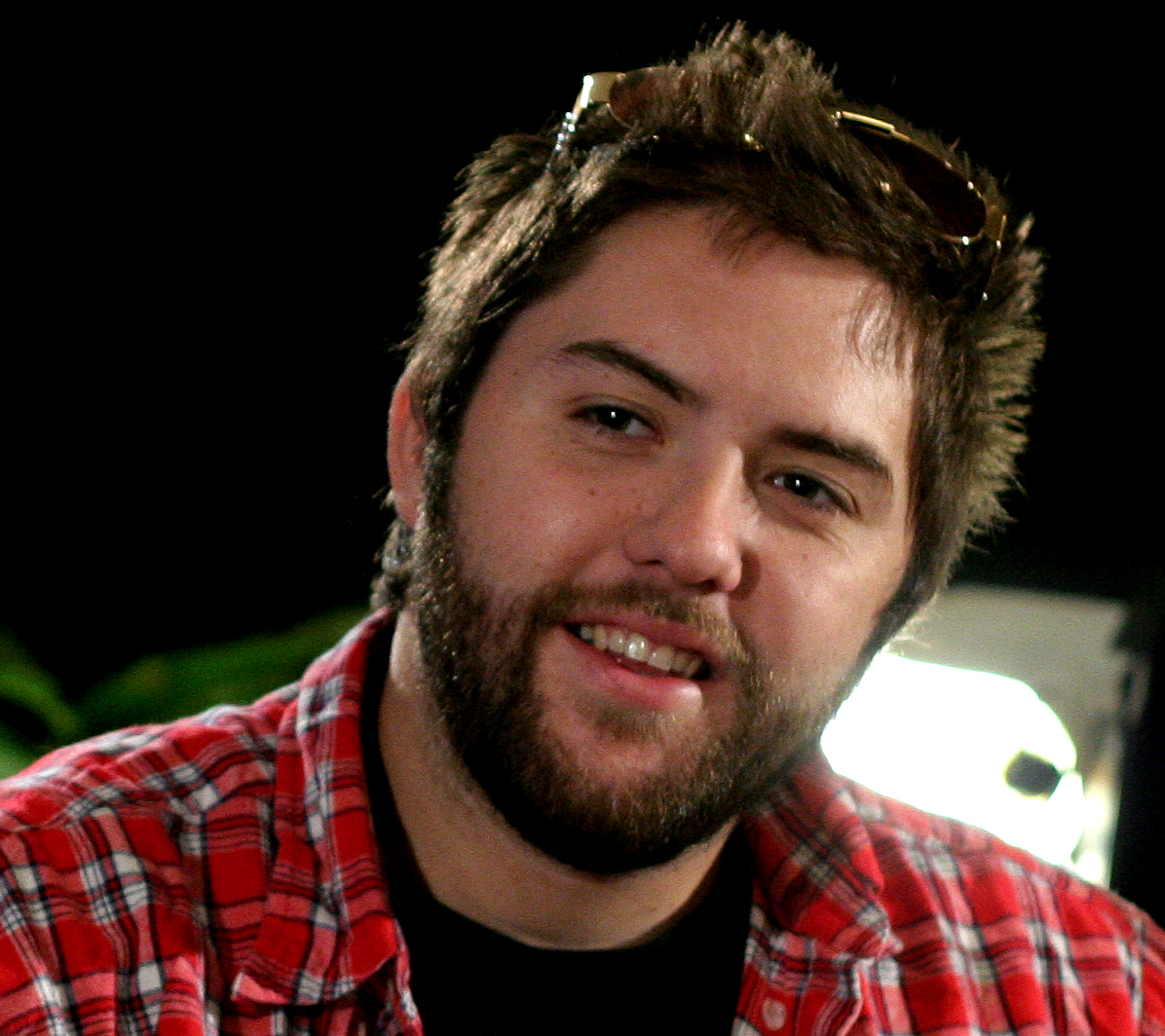
傑森·艾斯納在偽預告片《攜槍流浪漢》贏得比賽後便打算將其改編成長片。

導演傑森·艾斯納和編劇約翰·戴維斯（John Davies）在他們的家鄉新斯科細亞省達特茅斯的一個名為的聚會上提出了《攜槍流浪漢》的初步構想。2007年春季，艾斯納在聽聞導演勞勃·羅里葛茲和昆汀·塔倫提諾為了推廣他們的多段式電影《刑房》而舉辦的一場偽預告片比賽後，他決定以《攜槍流浪漢》的概念來參加。為此，艾斯納邀請在漫畫書和電子遊戲店認識的員工大衛·布朗（David Brunt）來飾演主角。布朗的夢想是在電影中飾演警察，因此很快地答應，且每當店裡沒有人時，艾斯納和他就會上演警察和劫匪對峙的場景。
該偽預告片是在零下30度的溫度下拍攝。在拍攝過程中，一名新人警察發現了一輛坐在汽車乘客座位上流著血的布朗，而使拍攝作業一度暫停。直到製片人羅布·科特里爾（Rob Cotterill）向警方出示其假血漿時才解開了這場誤會。該預告片僅以150美元的預算在六天內完成，其中很大一部分的錢用在幫布朗買披薩和香煙上。最終在經過五天的剪輯後，完成了這部長59秒的作品。
偽預告片《攜槍流浪漢》由羅里葛茲宣布贏得了其比賽，並在YouTube引起了轟動。2007年3月，艾斯納飛往美國德克薩斯州奧斯汀參加西南偏南，並在那獲得了電影粉絲的歡迎。之後，該偽預告片成為了《刑房》的一部分並與該片共同在戲院放映。在其獲得熱烈反響後，艾斯納等人開始計劃該其改編成長片版，便為了獲取資金而找上了Rhombus Media的製片人尼夫·費奇曼。原本，艾斯納認為從未接觸該類型作品的費奇曼極有可能不會參與，但雙方最終很快地就談成此事。2010年春季，費奇曼為艾斯納籌得300萬美元的預算而使製作得以執行。
其故事描述一個無家可歸者夢想買下一台割草機，以開創他的園藝事業，但也因此捲入一場血腥爭鬥中，他要對抗的是邪惡的犯罪老大德瑞克和他兩名魔鬼般的兒子。製片人科特里爾和編劇戴維斯想將該片打造成向暴力、低預算、80年代的動作片致敬的電影；製作團隊想將反派兄弟檔刻劃成徹頭徹尾的精神病患者，並決定讓他們用火焰發射器燒死一群小孩。但也因此使投資方擔心觀眾會為此反感而遲遲不放行其製作。2011年5月，艾斯納在受訪時表示：「如果那個橋段不在劇本中，我們本能在兩年前製作這部電影，大家由於那一幕都紛紛放棄。我們從不想失去它，所以我們為之奮鬥。」

### 選角

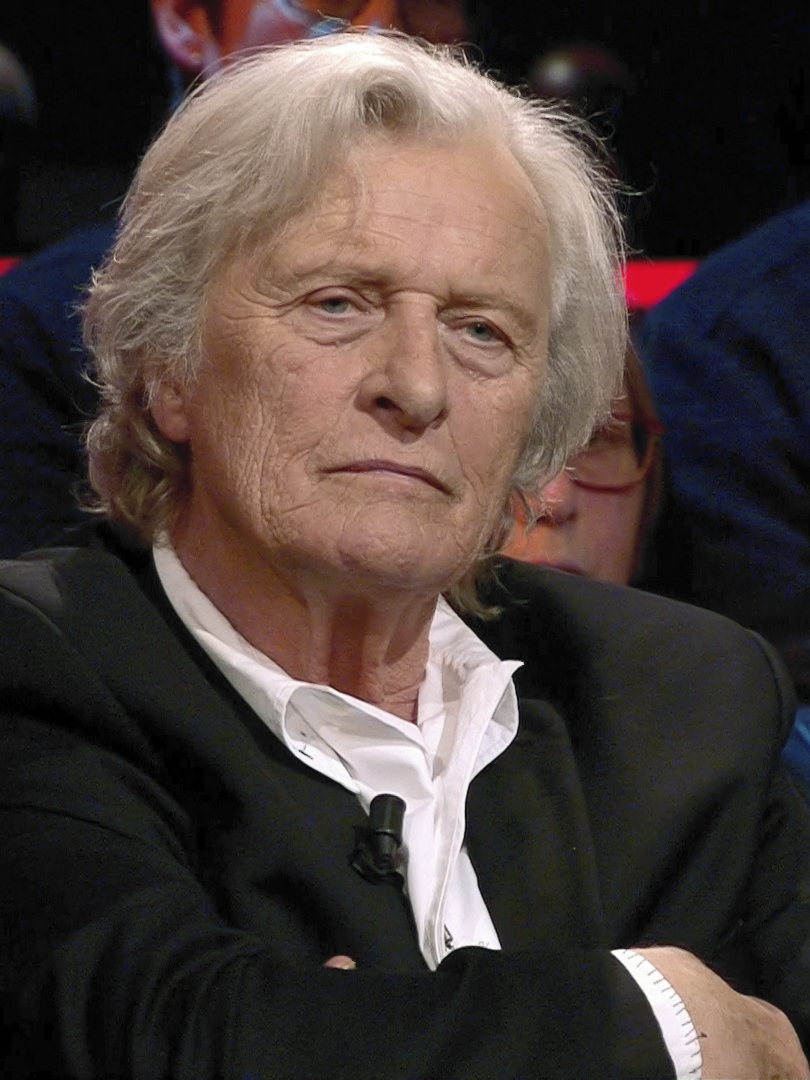
魯格·豪爾是導演艾斯納最喜歡的演員之一。

導演艾斯納最初計劃讓大衛·布朗再次主演流浪漢，但在發現他有髖關節的問題後不得不放棄這決定。之後，導演將劇本發給了演員魯格·豪爾的經紀人，但他的經紀人在讀過劇本後認為豪爾不會答應出演該角。艾斯納以Skype和位在南非的豪爾進行了10分鐘的交談，最終使對方答應接演該片。而原飾演者布朗則在片中客串一名腐敗的警察。艾斯納表示，豪爾是自己最喜歡、也是長大後第一個追蹤的演員，在與他合作的過程中還為流浪漢一角帶來了許多想法。此外，史蒂芬·麥克哈蒂、尼克·諾特、克里斯·克里斯托佛森和蓋瑞·布希都是艾斯納曾考慮過的主演人選；其中，克里斯托佛森和他的兒子在讀過劇本後表示喜歡，但艾斯納認為這可能會對他的形象帶來壞處而作罷。
與科特里爾一同在電視劇《拖車公園男孩》工作的演員羅布·威爾斯在發現艾斯納等人的計劃後則自願加入該片的製作；威爾斯在片中飾演一名遭斷頭的男性，當中被弄斷的假頭則是劇組向當時正在製作的電視節目《The Drunk and On Drugs Happy Funtime Hour》所租借而來。

### 拍攝
主要拍攝於2010年4月19日在新斯科細亞省哈利法克斯開始進行。在拍攝前，艾斯納將數支的電影片段剪輯成一部影片，其中包括動作片《猛龍怪客3》（1985年）、喜劇恐怖片《垃圾街》（1987年）及《幽靈終結者》（1986年），以幫助他的工作人員快速瞭解自己在參與著怎樣風格的作品。2010年6月25日，導演據稱已在兩週前完成該片的拍攝。

## 風格
《攜槍流浪漢》以現代的角度來詮釋70年代及80年代主要流行的風格，並含有邪典電影和剝削電影愛好者所喜愛的元素。該片的特色除了生動的角色、視覺色調外，還具有粗糙的幽默和過度的暴力及血腥鏡頭；其中的血腥橋段皆由真實處理而非特效，包括斷頭、用鋼鋸切脖子、身體被劍貫穿及用冰刀溜冰鞋攻擊他人的胸口，這都歸功於特效化妝師贊恩·克尼許（Zane Knisely）及其團隊。
《攜槍流浪漢》本身是極端血腥虐殺電影的例子，當中帶有許多如同特羅馬之類、肯定會讓人感到冒犯的事物；且在電影後半段才登場的「瘟疫」武裝二人組還為整部片增添了一層全新的怪異感，以平衡其粗糙感。
艾斯納表示，《攜槍流浪漢》在許多方面受到了《力王》（1991年）的影響。

## 發行
2010年12月，發行商木蘭發行公司取得了該片的美國版權，並將《攜槍流浪漢》定於2011年1月21日在第27屆日舞影展上進行全球首映。在該影展上，演員魯格·豪爾還帶著一把真正的霰彈槍現身於映後的問與答中；該片在首映後獲得了觀眾熱烈的反響。該片於2011年3月25日在加拿大院線上映，而美國則於2011年5月6日上映。2011年4月1日起，《攜槍流浪漢》亦可透過Xbox Live、PlayStation Network與iTunes等線上平台觀看。該片也於2011年6月8日在該年度的雪梨影展的開幕之夜上放映。
《攜槍流浪漢》的雙碟DVD和藍光由木蘭家庭娛樂（Magnolia Home Entertainment）定於2011年7月5日在美國發行，而英國則於2011年7月15日發行；DVD和藍光皆附有額外的收錄內容，包括導演艾斯納、演員豪爾和布朗的訪談，以及獲獎的偽預告片、刪除片段與另一版的結局等。其中，還收錄了一部45分鐘、名為的紀錄片，該片除了其幕後製作花絮外還含有部分在正片未見的鏡頭。

## 反響
《攜槍流浪漢》整體獲得的評價褒貶不一。匯總媒體網站爛番茄根據117篇專業評論而持有65%的新鮮度，平均得分5.7／10；該網站共識：「這當然並非黯淡或者甚至非常聰明，但對於低預算剝削驚悚片的一種愉快血腥敬意而言，《攜槍流浪漢》含有足夠的火力。」而在Metacritic網站上根據22篇評論則獲得了55分，這代表著「好壞平均參雜的評價」。
《華盛頓郵報》的影評人西恩·歐康諾（Sean O'Connell）從滿分5顆星中給了該片4顆星的正面評價，並在評論中寫道：「《攜槍流浪漢》為刑房影院的瘋狂領域注入了全新的生命——這個世界在這點上已變得非常陳舊。」《Time Out》的影評人湯姆·哈德爾斯頓（Tom Huddleston）從滿分5顆星中給了該片3顆星的正面評價，他將其稱之為「病態但有趣」。《西雅圖時報》的影評人泰德·佛萊（Ted Fry）從滿分4顆星中給了《攜槍流浪漢》2.5顆星的正面評價，他在評論中表示：「這一切都相當有趣，有時會有些小聰明。」並認為該片的評價如果不是很好那就是很差。
《好萊塢報導》的影評人鄧恩·貝治（Duane Byrge）在評論中表示，雖然片中許多虐殺的場景令人反胃，但編劇約翰·戴維斯卻懂得創作出古怪且詼諧的對白，以及一條適當的私刑故事線。同時，他也稱讚了魯格·豪爾和茉莉·鄧斯沃的表現。《衛報》的影評人彼得·布拉索從滿分5顆星中給了《攜槍流浪漢》2顆星的中庸評價，他認為片中的暴力、尖叫聲及復仇無法讓自己享受其中。《帝國》的影評人金·紐曼則從從滿分5顆星中給了該片3顆星的評價，他認為片中有著許多極端的血腥和令人反感的元素，而豪爾微妙及憤怒的演出則值得讚賞。
相反地，《波士頓環球報》的影評人泰·布爾從滿分4顆星中僅給了該片1.5顆星的負面評價，並在評論中寫道：「對1970年與1980年代初的私刑動作電影致上愉快的血腥敬意，《攜槍流浪漢》理論上來說是個好點子卻被其實踐出的平庸而扳倒。」《明尼亞波利斯明星論壇報》的影評人柯林·科弗特（Colin Covert）也給了其負面的評價，他批評：「電影只是極為粗俗的。」
後來，《攜槍流浪漢》成為了受到部分狂熱粉絲愛戴的邪典電影。

## 榮譽
| 年份 | 獎項                | 類別       | 得獎人或提名人                          | 結果 | 參考   |
| ---- | ------------------- | ---------- | --------------------------------------- | ---- | ------ |
| 2011 | 西南偏南影展觀眾獎  | 午夜長片   | 傑森·艾斯納                             | 提名 | [ 44 ] |
| 2011 | 蘭道·哈頓經典恐怖獎 | 最佳電影   | 傑森·艾斯納                             | 提名 | [ 45 ] |
| 2011 | 富川國際奇幻影展    | 富川最佳   | 傑森·艾斯納                             | 提名 | [ 45 ] |
| 2011 | 驚恐指數獎          | 最佳劇本   | 傑森·艾斯納、約翰·戴維斯、羅布·科特里爾 | 提名 | [ 46 ] |
| 2011 | 驚恐指數獎          | 最佳男主角 | 魯格·豪爾                               | 獲獎 | [ 46 ] |

## 可能的衍生作
2011年4月，導演艾斯納在接受網站的採訪時表示，他花了一些時間來思考《攜槍流浪漢》推出衍生電影的可能，其中包括惡魔二人組「瘟疫」，並將他們形容為R2-D2與C-3PO，以及傑與沉默鮑勃；艾斯納將可能的瘟疫衍生電影設定成一部瘋狂的追逐電影，當中涉及兩名救護車司機載著一名昏迷的人而遭到瘟疫的追擊，且片中還會講述瘟疫的過去及經歷。

## 外部連結
- 官方网站
- 互联网电影数据库（IMDb）上《攜槍流浪漢》的资料（英文）
- 爛番茄上《攜槍流浪漢》的資料（英文）
- Metacritic上《攜槍流浪漢》的資料（英文）
- Box Office Mojo上《攜槍流浪漢》的資料（英文）
- 開眼電影網上《攜槍流浪漢》的資料（繁體中文）
- 豆瓣电影上《攜槍流浪漢》的資料 （简体中文）
- 时光网上《攜槍流浪漢》的資料（简体中文）